# Rogier Boon
Rogier Jan Boon (Meester Cornelis, Batavia, 19 juni 1937 – Den Haag, 26 januari 1995) was een Nederlands-Indische kunstenaar en grafisch ontwerper. Bij een breder publiek werd hij bekend door zijn kinderboek Wim is weg, dat hij maakte als afstudeerwerk voor de Amsterdamse Kunstnijverheidsschool.

## Biografie
Boon werd geboren in Nederlands-Indië, als zoon van Jan Johannes Theodorus Boon (1911-1977) en Edith de Bruijn (1913-1938). Zijn vader was beter bekend als de schrijver en publicist Tjalie Robinson (pseudoniem), een invloedrijk figuur binnen de Indische gemeenschap die zich verzette tegen de assimilatiedwang van de jaren vijftig. Boon groeide op in Nederlands-Indië, waar hij al op jonge leeftijd illustraties maakte. Hij arriveerde op 19 juni 1954, zijn zeventiende verjaardag, als repatriant in Nederland. In 1958 studeerde hij af aan de afdeling Illustratie van de Kunstnijverheidsschool.
Boon maakte naam met zijn ontwerpen voor het Indisch tijdschrift Tong-Tong en de Haagse Pasar Malam Tong-Tong. Zijn grafische werk kenmerkte zich door gedurfde composities en een herkenbare esthetiek, waarmee hij een brug sloeg tussen traditioneel Indisch erfgoed en moderne vormgeving. Naast zijn grafische werk ontwierp hij kalenders, affiches, boekomslagen en decors. In 1967 ontwierp hij een tas voor de NAM. In de latere jaren van zijn carrière richtte Boon zich meer op fotografie.

## Wim is weg
Boon kreeg van De Bezige Bij 500 gulden voor Wim is weg. De uitgever bracht het boek in 1959 uit in de Gouden Boekjes-reeks (nr. 35), met als auteur Annie M.G. Schmidt. Boon werd uitsluitend vermeld als illustrator.
In 2000 publiceerde de halfbroer van Boon een ingezonden brief in Het Parool, waarin hij onthulde dat Rogier Boon de oorspronkelijke auteur en illustrator was van Wim is weg. Volgens zijn halfbroer had uitgeverij De Bezige Bij om commerciële redenen laten vermelden dat het boek was "naverteld door Annie M.G. Schmidt". Deze vermelding wekte de indruk dat Schmidt de voornaamste auteur was, terwijl de creatieve oorsprong bij Rogier lag. Volgens literatuuronderzoeker Joke Linders, in Het ABC van Annie M.G., trof Annie M.G. Schmidt hierin geen blaam, maar lag de verantwoordelijkheid bij De Bezige Bij.
Sinds 2014 wordt Boon als auteur vermeld.
- Biografisch Portaal: 99686061
- Gemeinsame Normdatei: 118115586X
- International Standard Name Identifier: 0000 0000 3902 908X
- Library of Congress Control Number: nb2008018504
- Nederlandse Thesaurus van Auteursnamen: 073674184
- RKD-Nederlands Instituut voor Kunstgeschiedenis: 96367
- Système universitaire de documentation: 12418166X
- Virtual International Authority File: 61078032